# 信川温泉駅
信川温泉駅（シンチョノンチョンえき、朝鮮語: 신천온천역）は、朝鮮民主主義人民共和国の黄海南道信川郡の駅で、殷栗線に属する。 

## 隣の駅
殷栗線
白石駅 - 信川温泉駅 - 信川駅